# Polizeimotorrad

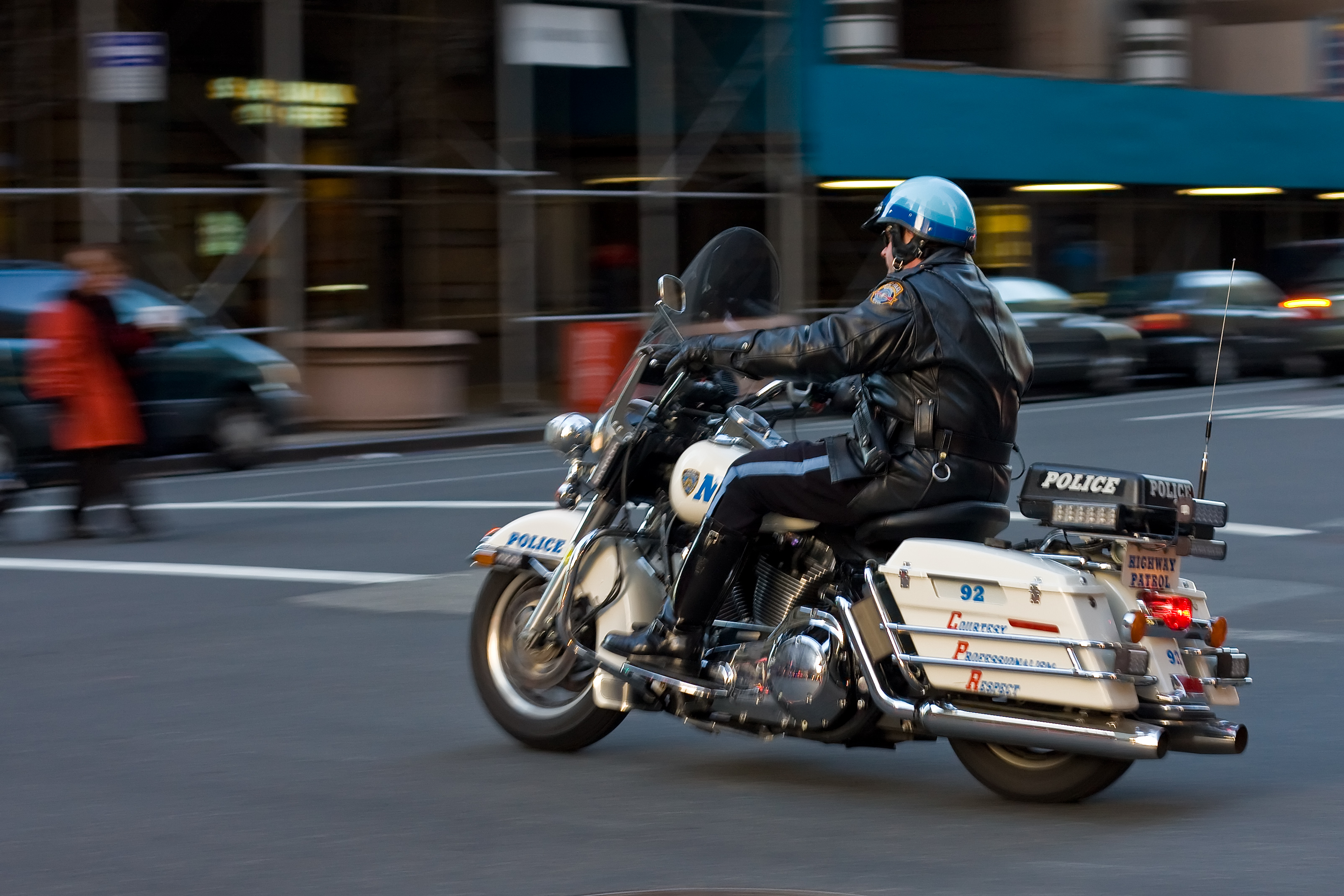
NYPD Highway Patrol Polizeimotorrad in Manhattan

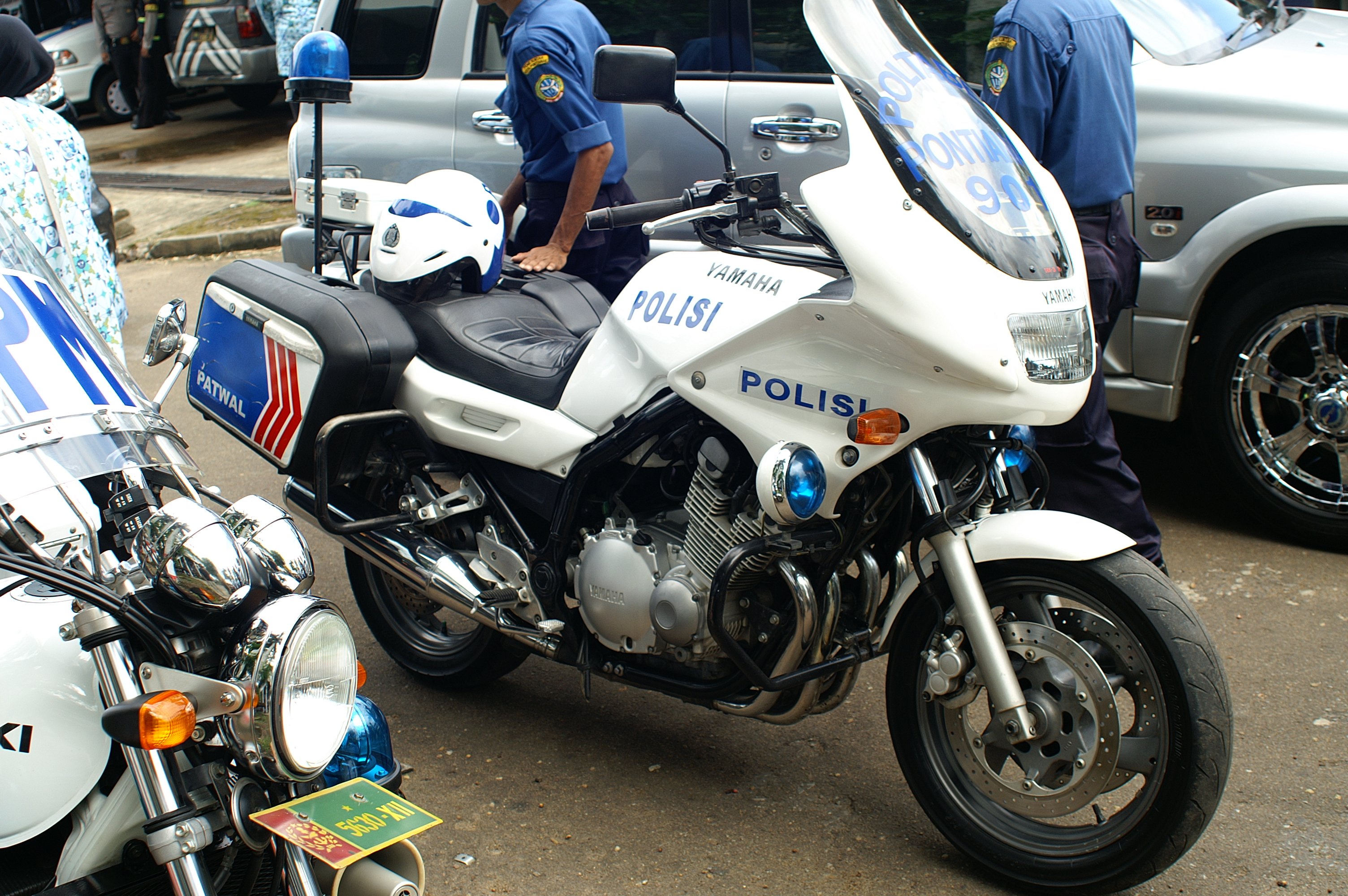
Yamaha Indonesisches Verkehrspolizei-Motorrad

Ein Polizeimotorrad ist ein Motorrad, das von verschiedenen Polizeidienststellen verwendet wird. Sie können kundenspezifisch ausgelegt werden, um die besonderen Anforderungen einer bestimmten Anwendung zu erfüllen.
Die Manövrierfähigkeit des Motorrads auf überfüllten Straßen bietet Vorteile, die größere, traditionelle Polizeifahrzeuge nicht bieten. Die relativ geringe Größe des Motorrads ermöglicht es, schneller an Unfallorte zu gelangen, wenn Ereignisse wie Verkehrskollisionen die Zufahrt von vierrädrigen Fahrzeugen verlangsamen. Polizeimotorräder werden auch bei Beerdigungen, VIP-Korsos und anderen besonderen Veranstaltungen eingesetzt.

## Geschichte

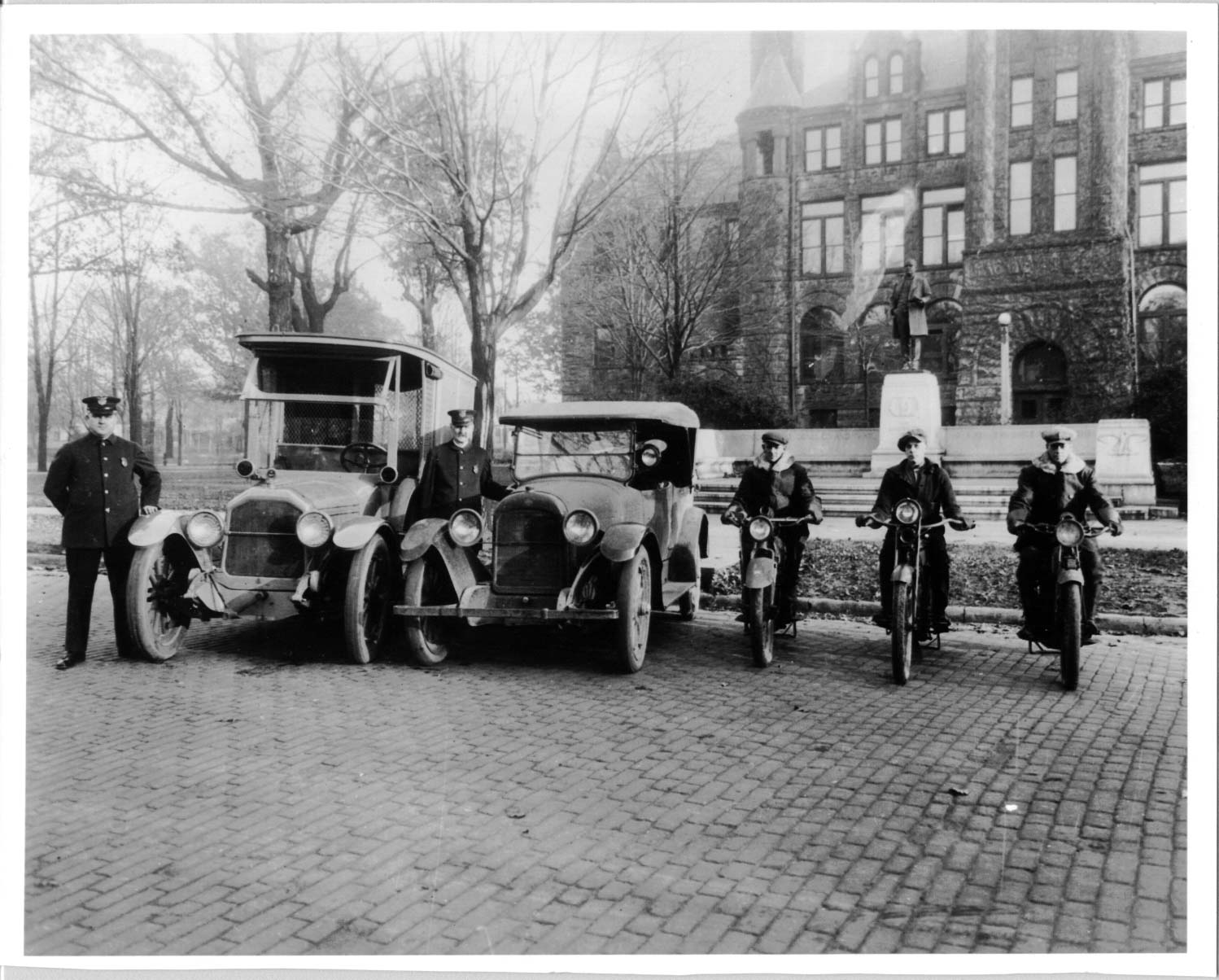
Muskegon, Michigan Polizei im Jahr 1920

Polizeibeamte nutzen Motorräder – vor allem zur Durchsetzung von Verkehrsgesetzen und als Begleitfahrzeuge – seit dem frühen 20. Jahrhundert. Chief August Vollmer vom Berkeley Police Department wird zugeschrieben, dass er 1911 die erste offizielle Motorrad-Polizeistreife in den Vereinigten Staaten organisierte. Allerdings berichteten mehrere Polizeikräfte im ganzen Land, dass sie früher Motorräder als Streifenfahrzeuge eingesetzt haben. Harley-Davidson schreibt Detroit, Michigan, zu, dass es im Jahr 1908 der erste Käufer von Polizeimotorrädern war. Auch die Polizeibehörde in Evanston, Illinois, kaufte 1908 ein riemengetriebenes Motorrad für ihren ersten Motorradpolizisten, und die Polizeibehörde von Portland, Oregon, hatte bereits 1909 einen Polizisten, der mit seinem persönlichen Motorrad durch die Stadt patrouillierte.
Die Rolle des Motorrads als preiswertes öffentliches Verkehrsmittel entwickelte sich in den 1930er Jahren, und auch die Nutzung durch Polizei und Militär nahm zu, was einen stabilen Produktionsmarkt für die eher utilitaristischen Maschinen schuf, insbesondere als Europa nach dem Ersten Weltkrieg wieder aufrüstete.

## Verwendung

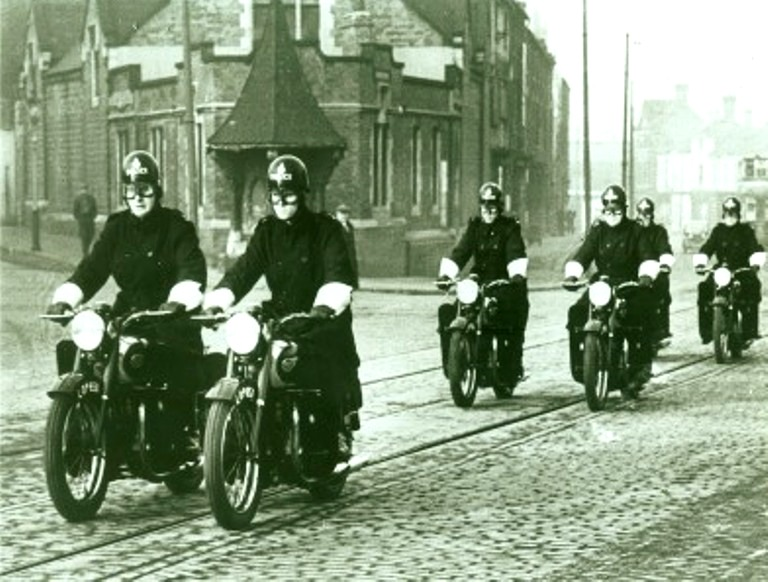
Birmingham, England, Polizei auf BSA-Motorrädern in der Mitte des 20. Jahrhunderts

Seit 2004 verwenden die Polizeidienststellen in den Vereinigten Staaten in der Regel speziell angefertigte Motorräder der Marken Harley-Davidson, Kawasaki oder BMW Motorrad. Die Produktion von Kawasaki-Polizeimotorrädern, die für den US-Markt in Lincoln, Nebraska, gebaut wurden, wurde im September 2005 eingestellt. Die Kawasaki Concours 14 wird jedoch in einigen Märkten für den Polizeieinsatz modifiziert und vermarktet.
In Deutschland ist BMW Motorrad der größte Anbieter von Motorrädern für den Behördeneinsatz.
Im Vereinigten Königreich sind die häufigsten Polizeimotorräder die BMW R1200RT-P und die Yamaha FJR1300. Die britischen Polizeikräfte haben die Honda ST1300 Pan-European zurückgezogen, nachdem der Tod eines Beamten auf die Maschine zurückgeführt wurde. Einige Polizeikräfte setzen Roller auch innerhalb von Städten zur Durchsetzung von Parkvorschriften ein, oder sie verwenden Spezialmaschinen wie zivile oder geländegängige Motorräder.

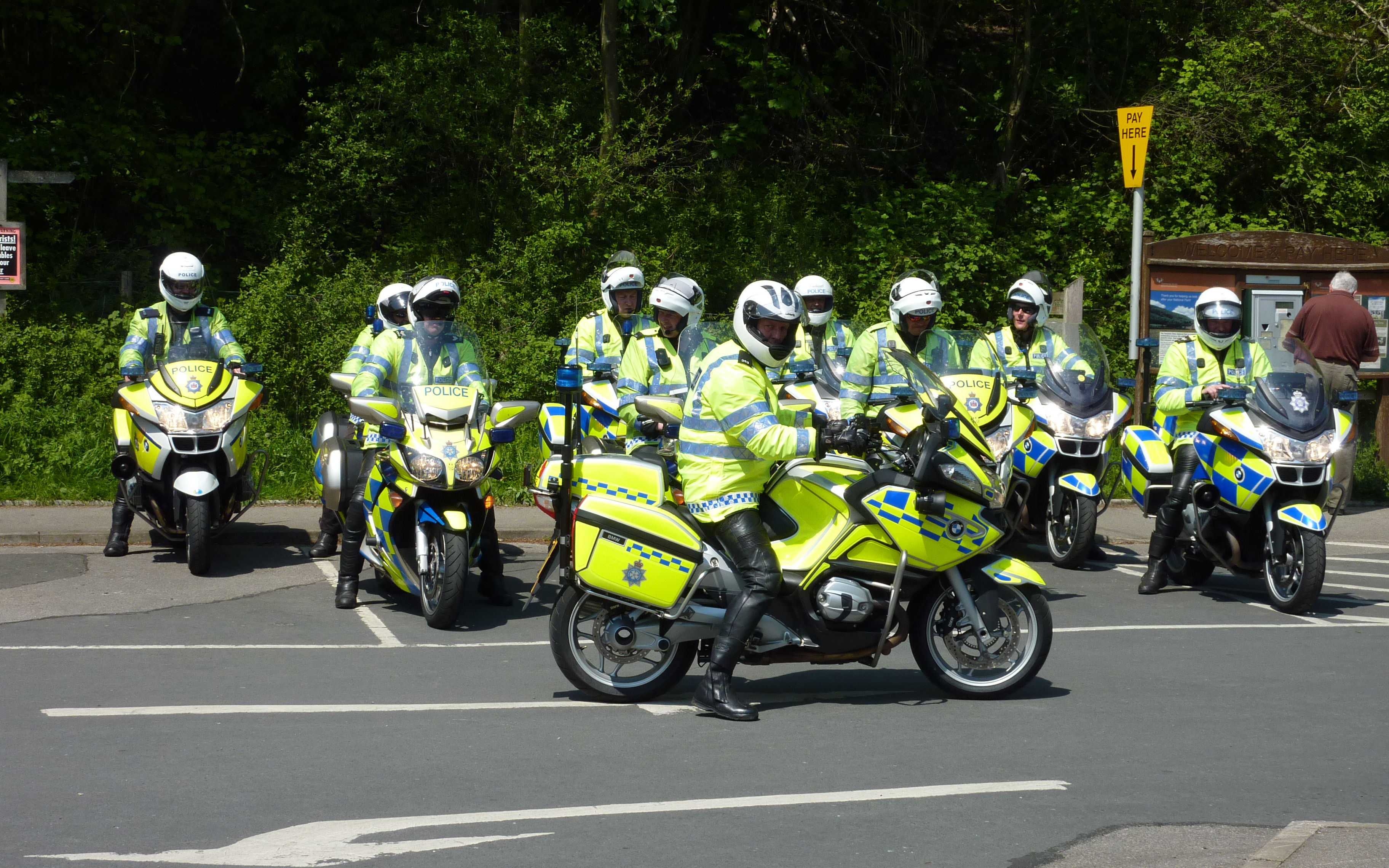
Flotte von britischen Polizeimotorrädern

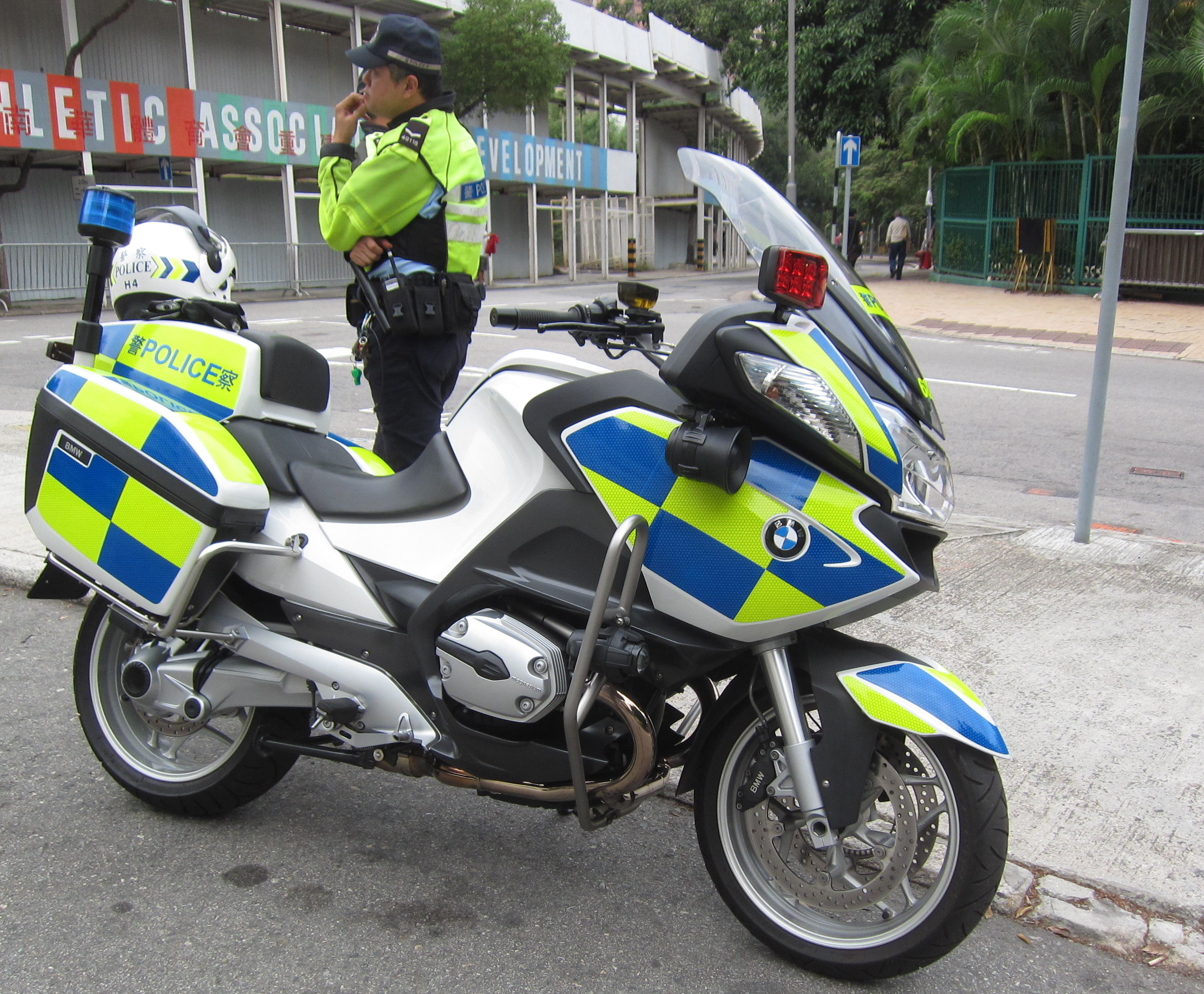
Motorrad der Verkehrseinheit der Polizei Hongkong

Im Jahr 2008 war BMW nach eigenen Angaben der größte Verkäufer von Motorrädern für den Behördeneinsatz, da mehr als 100.000 BMW Motorräder in über 150 Ländern auf fünf Kontinenten im Behördeneinsatz waren. Im Jahr 2007 verkaufte BMW weltweit 4.284 Polizeimotorräder. BMW produziert werksseitig polizeispezifische Modelle wie die R1200RT-P und die R900RT-P. Mehr als 225 US-amerikanische Strafverfolgungsbehörden, darunter auch die California Highway Patrol, haben BMW Behördenmotorräder in ihren Flotten. Die neuen BMW Motorräder übertrafen die alternde Harley-Davidson Flotte.
Harley-Davidson unterhält in einigen Ländern eine lange Beziehung zu Polizeidienststellen und Strafverfolgungsbehörden. Für das Modelljahr 2009 bietet Harley-Davidson die Harley-Davidson FLHTP Electra Glide, die FLHP Road King, die XL883 Sportster und das neue Polizeimotorrad XB12XP Buell Ulysses an. Die FLHTP Electra Glide und die FLHP Road King werden auch als Fire/Rescue-Motorräder angeboten.
Das LAPD erregte im Juni 2014 landesweit Aufmerksamkeit, als es das getarnte Elektromotorrad MMX von Zero Motorcycles in seine Flotte aufnahm. Das Motorrad wurde gegenüber den traditionellen sperrigen Harley-Davidson- und BMW-Motorrädern für seine Unauffälligkeit, die niedrigen Betriebskosten, den unmittelbaren taktischen Vorteil und die grüne Umweltverträglichkeit gelobt.
In den Niederlanden wird eine besondere Form der Polizei-Eskorte als Ambulanzbegleitung praktiziert. Dabei fahren mindestens drei Motorräder einem Rettungswagen im Notfalleinsatz voraus, um die Fahrstrecke möglichst frei zu halten, damit der Rettungswagen ohne Halt durchfahren kann.

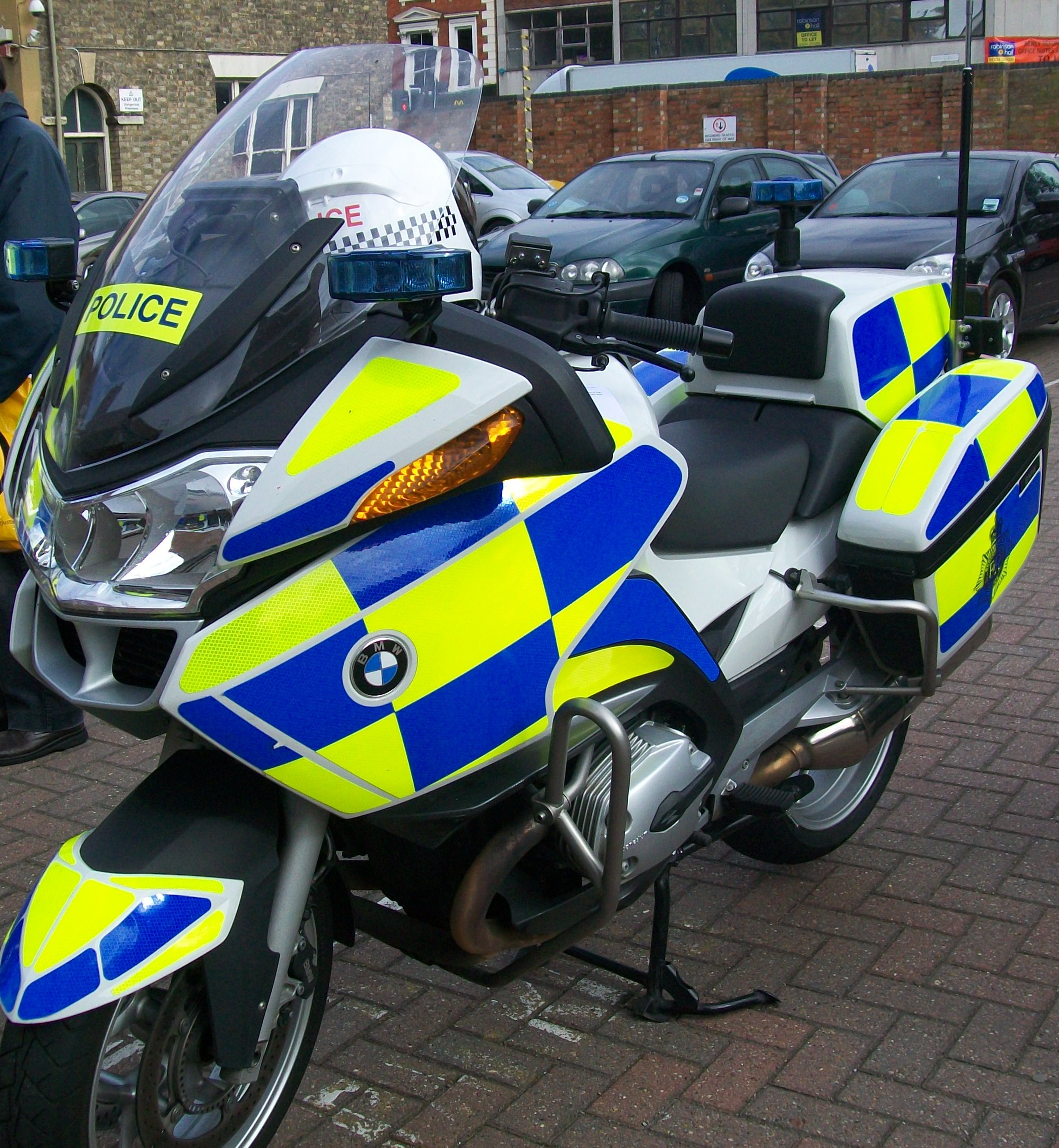
BMW der Polizei von Bedfordshire mit Battenberg-Markierung
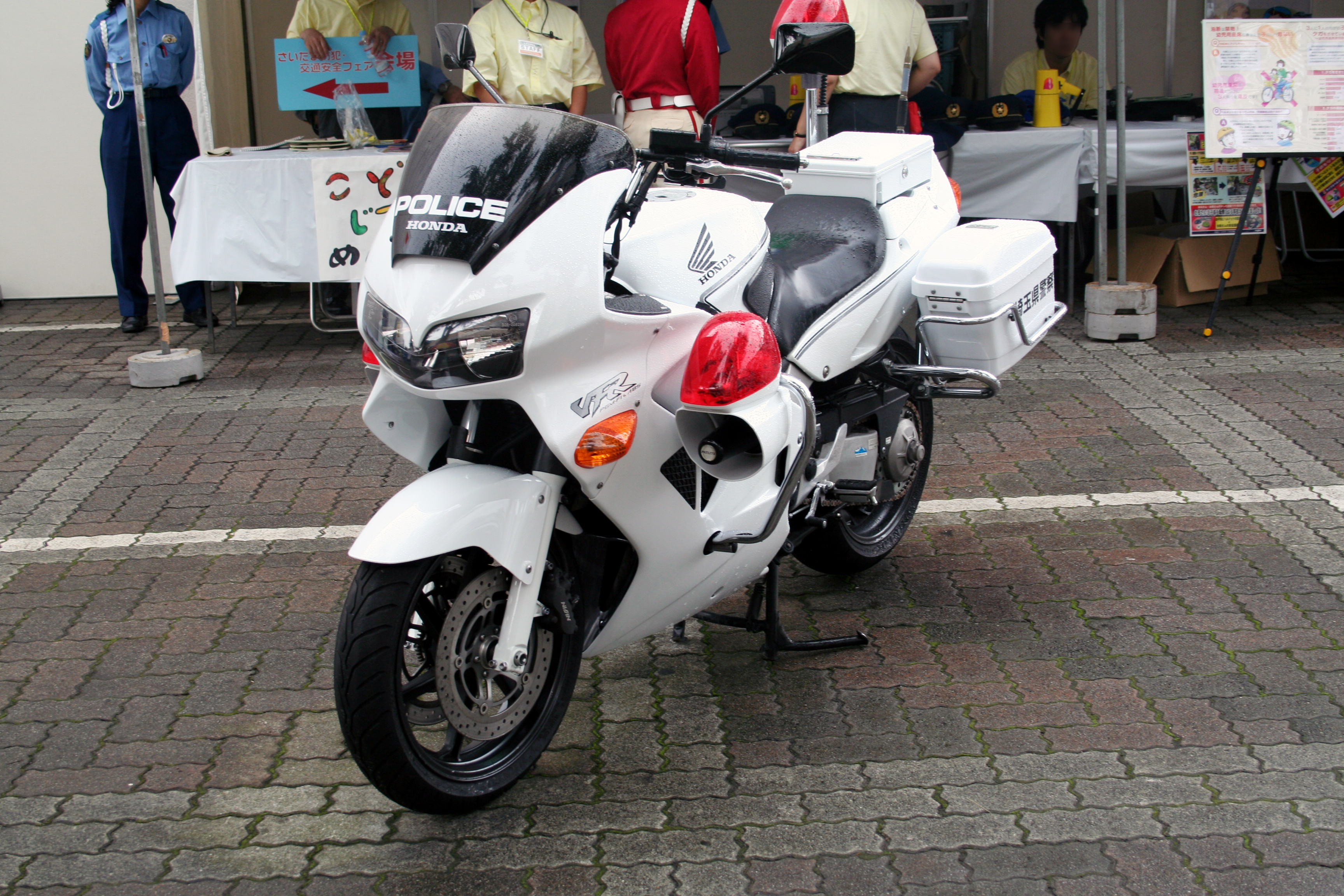
Honda VFR800P in Japan
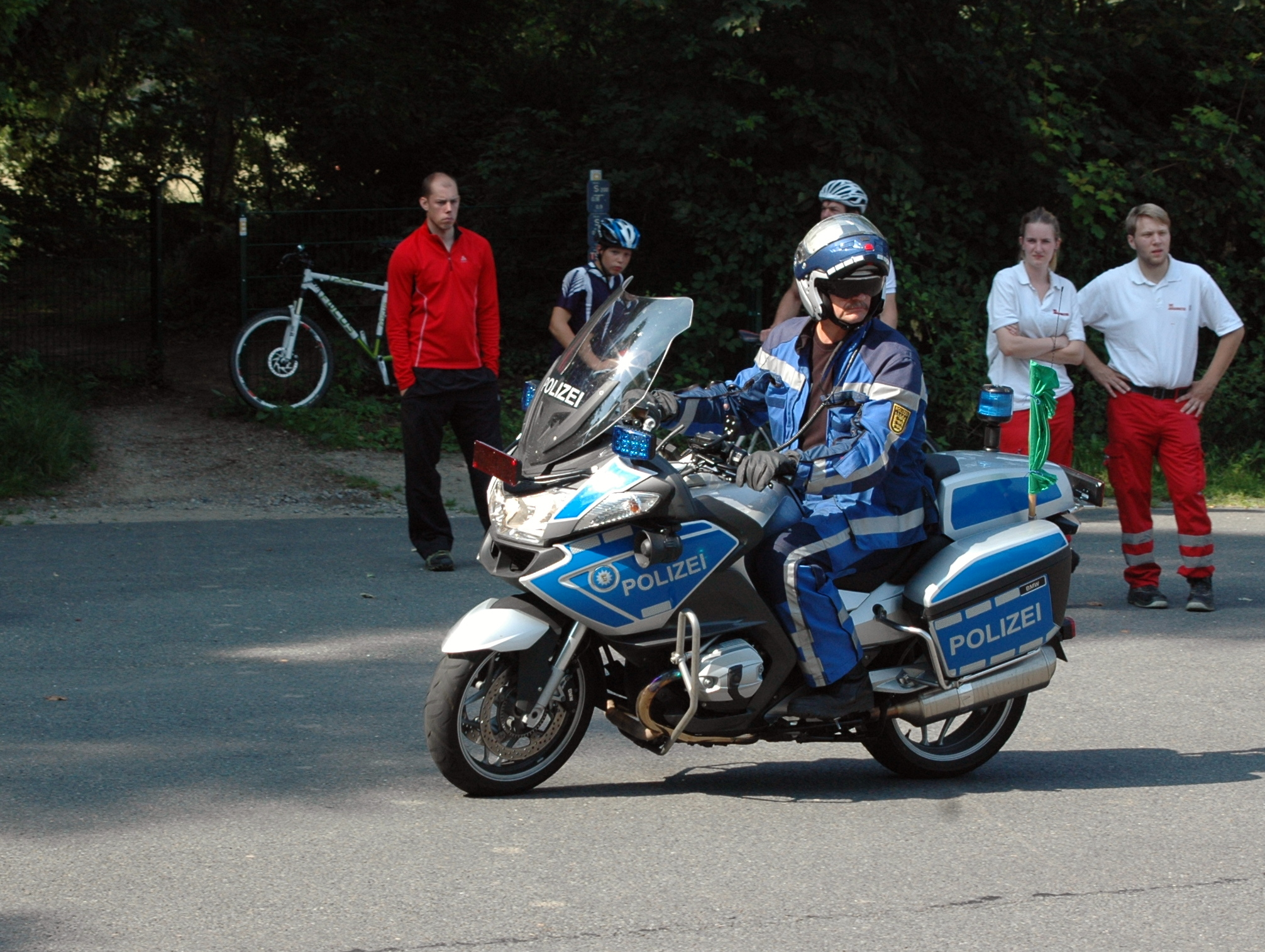
Ein Polizeimotorrad der Polizei Baden-Württemberg
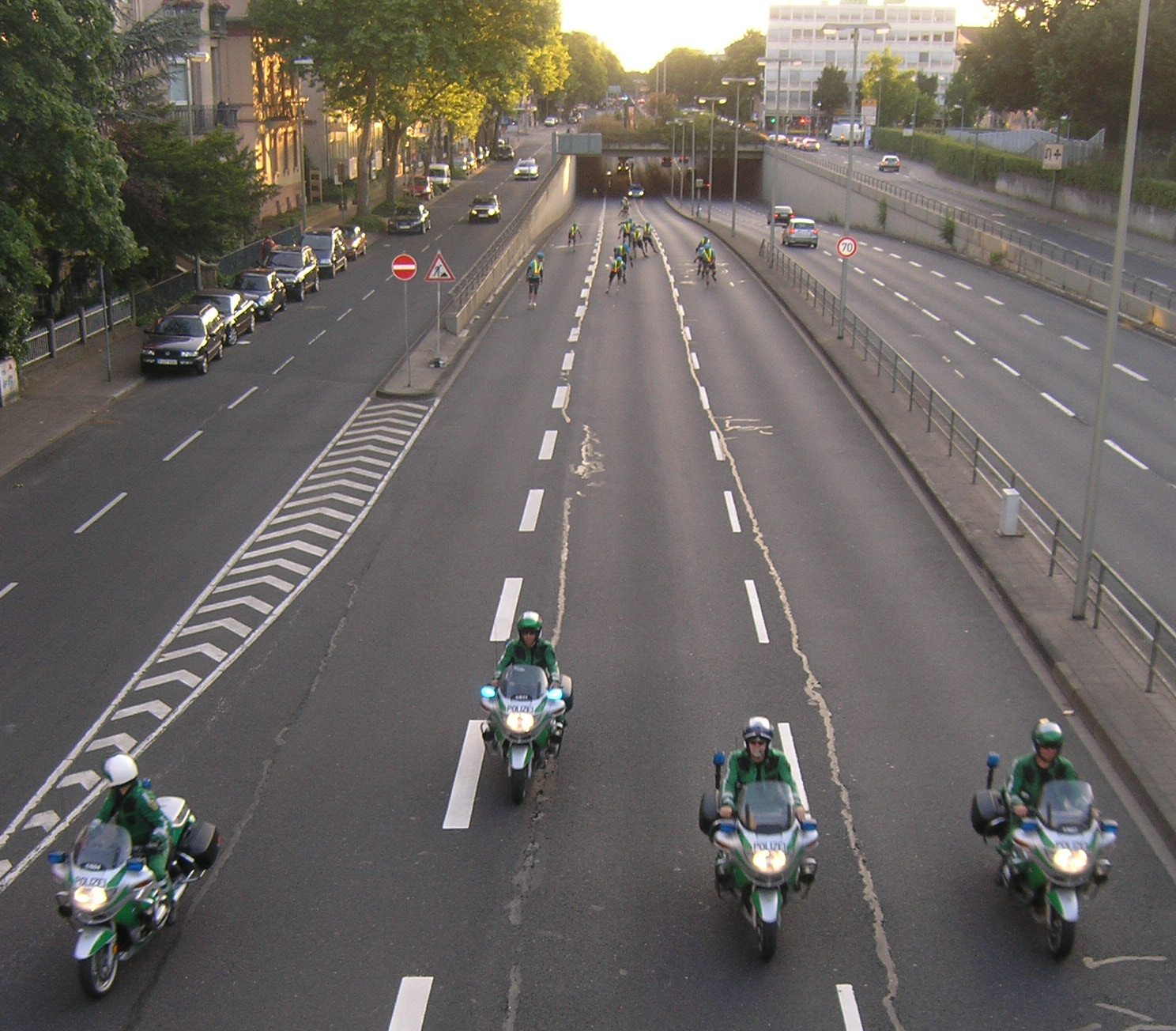
Polizei-Motorradfahrer bei der Bewachung eines Street-Skating-Konvois in Karlsruhe
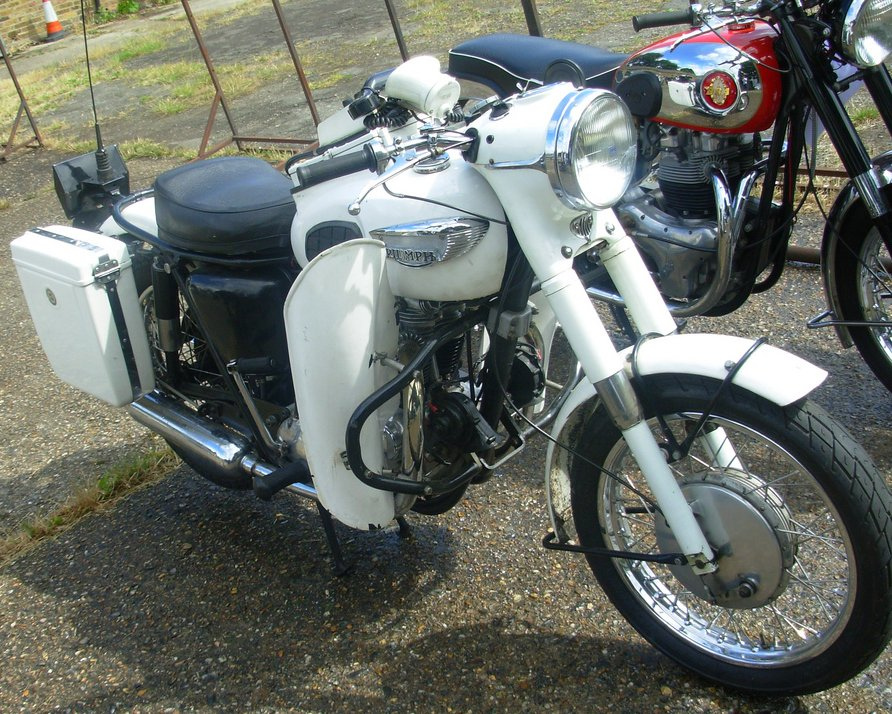
Britische Polizei 1966 Triumph 6T Thunderbird SAINT Modell im London Motorcycle Museum.
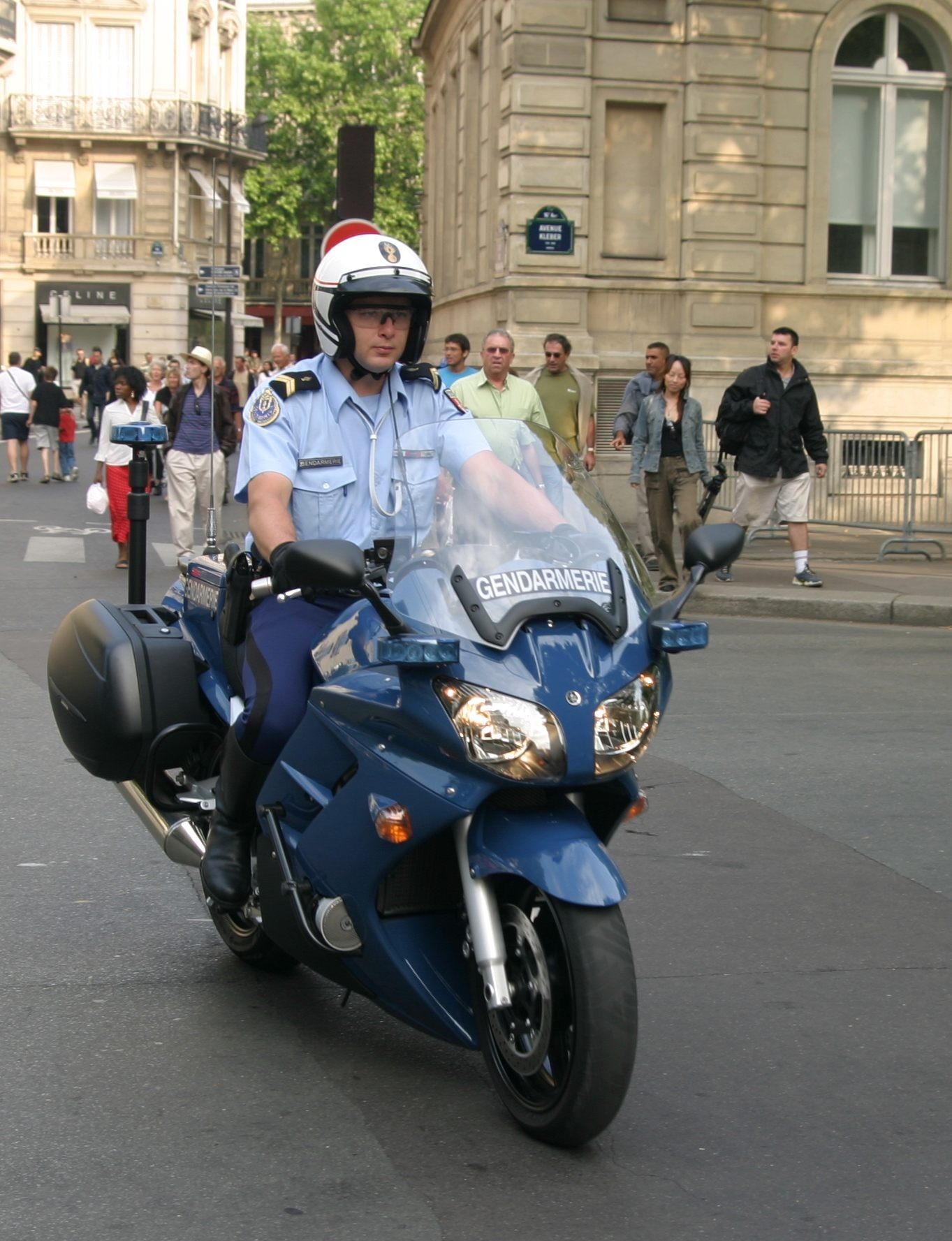
Französischer Gendarm auf einer Yamaha FJR1300 in Paris
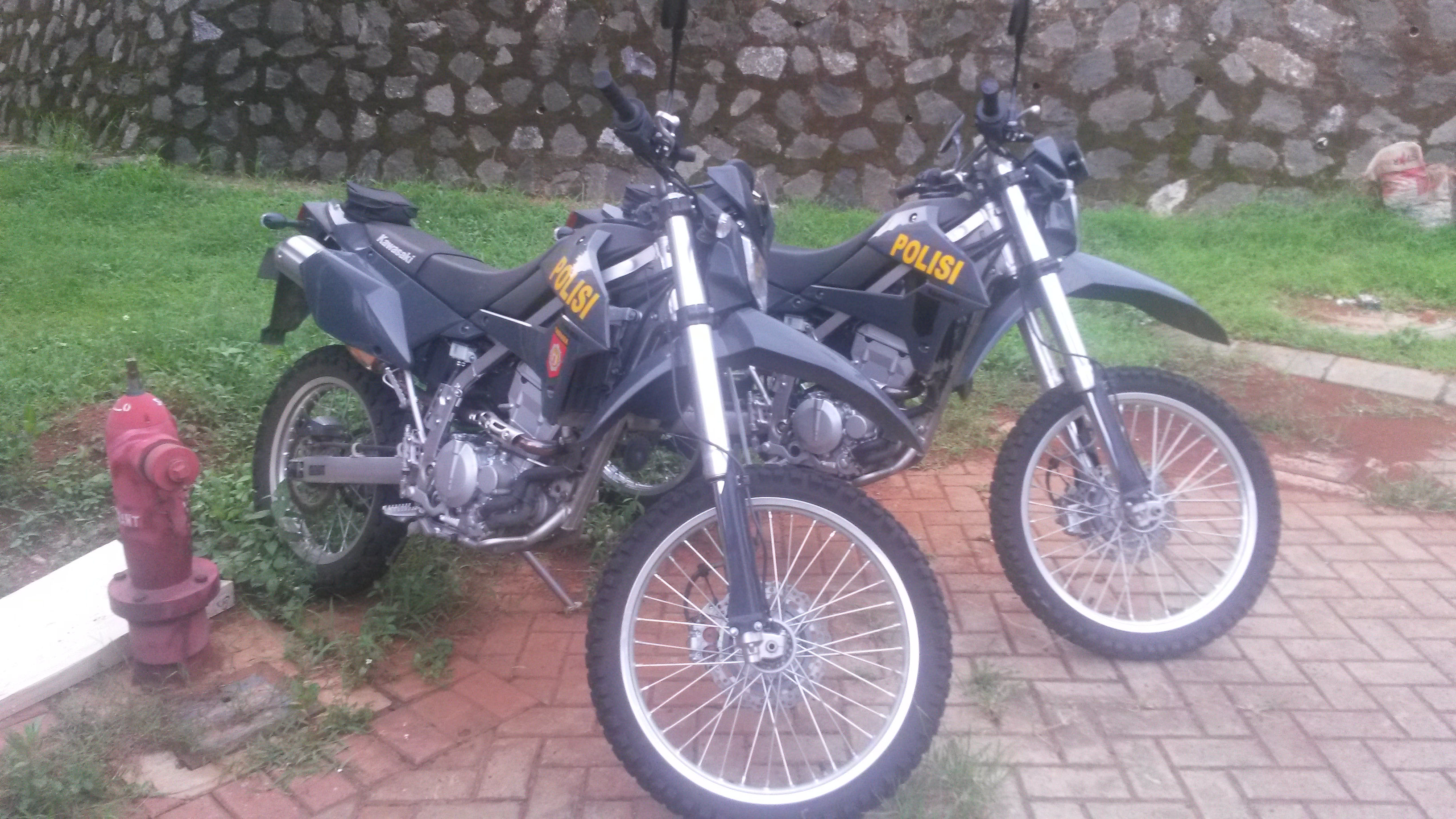
Polizei Off-Road-Motorrad (Dirt Bike) Einheiten
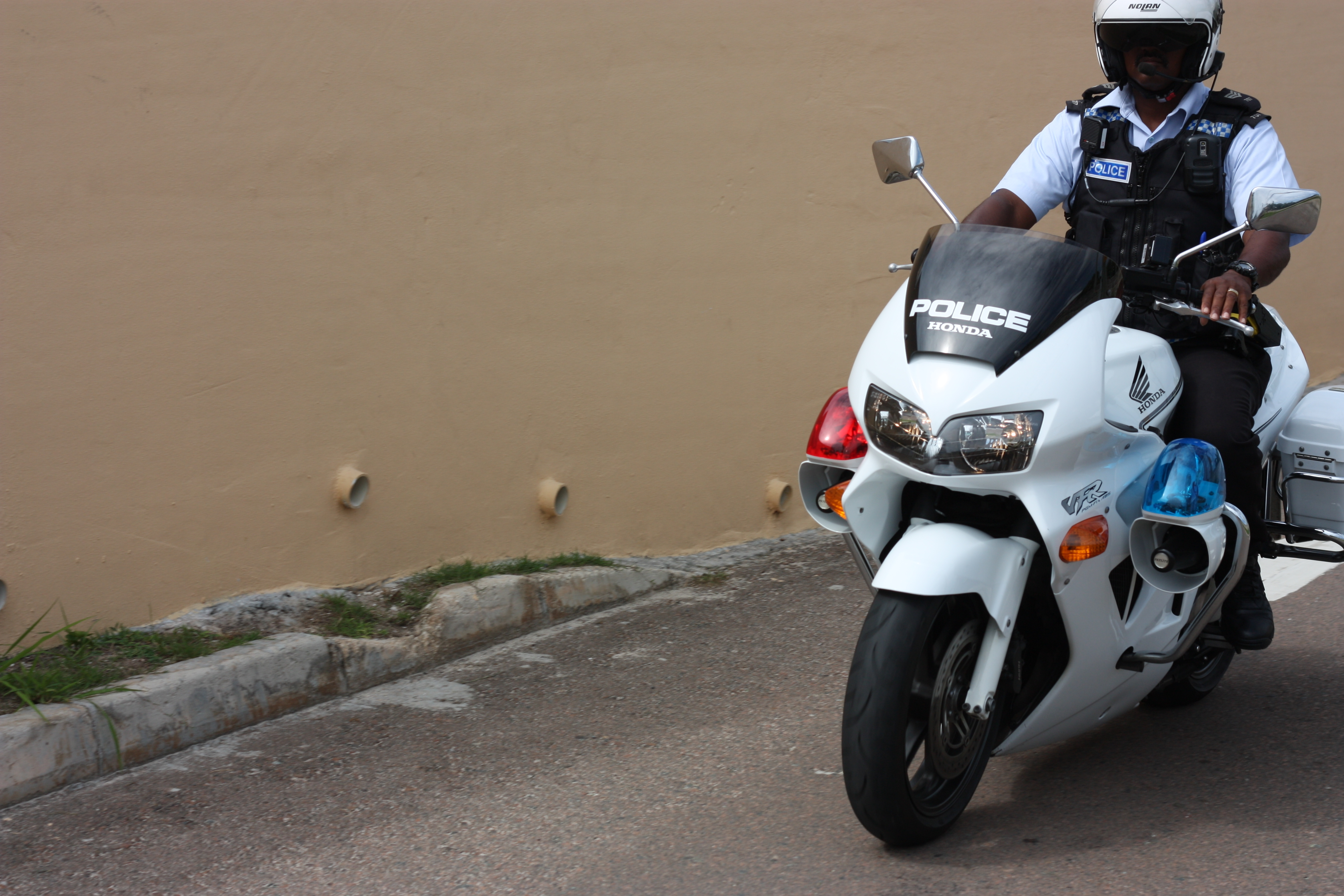
Ein Police Sergeant des Bermuda Police Service im Juli 2011
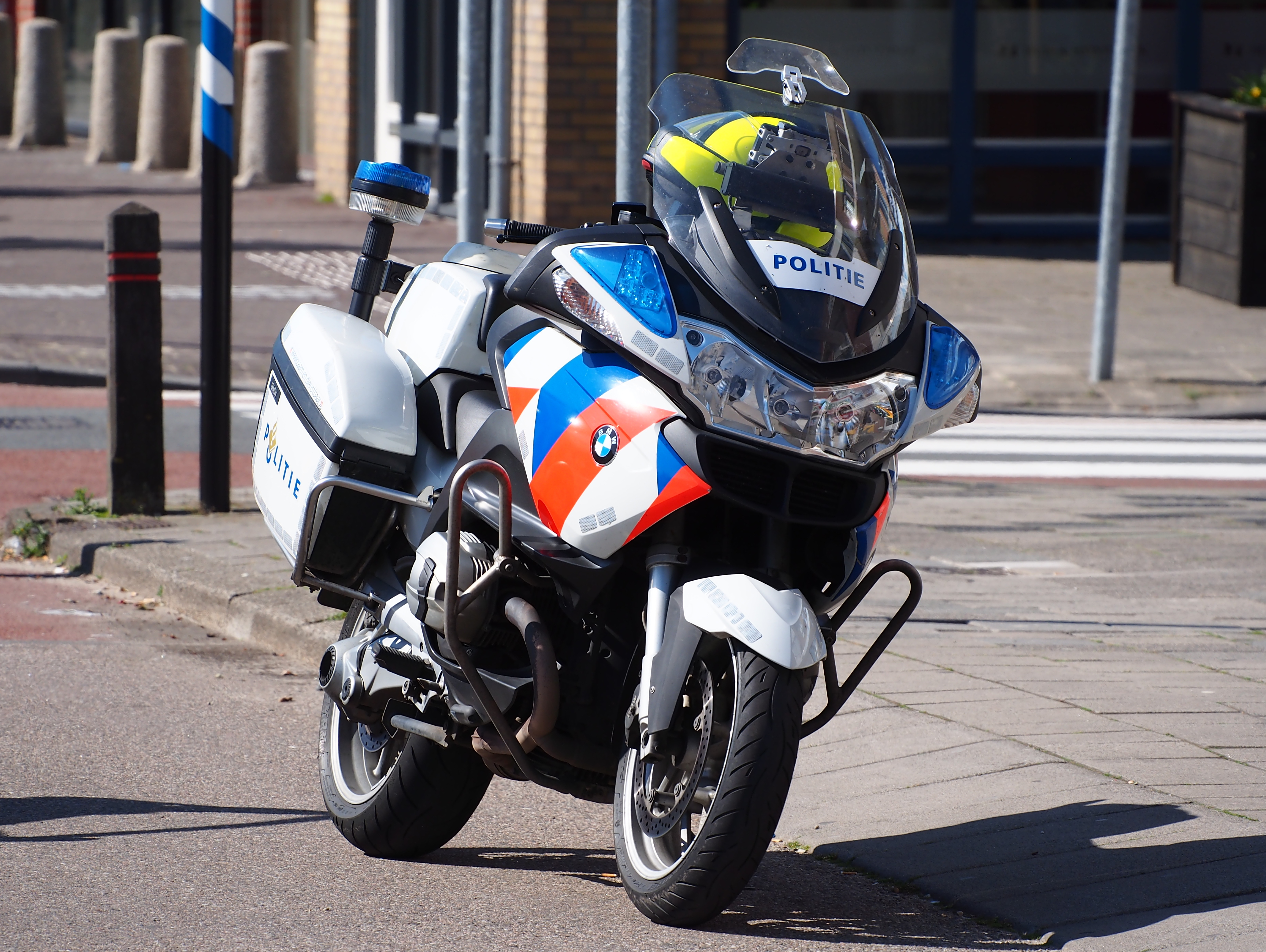
Polizeimotorrad der Niederländischen Polizei